# Předmostí
Předmostí u Přerova is een archeologische vindplaats in het district Přerov van de regio Olomouc in Moravië, in het oosten van Tsjechië. Het ligt nabij de stad Přerov op een heuvel bij het gelijknamige dorp.
De eerste wetenschappelijke opgravingen hier werden uitgevoerd door Heinrich Wankel in 1880, waarbij ca. 50 mammoettanden en één menselijke kaak gevonden werden. Op 18 mei 1894 werden een menselijke onderkaak en verschillende opperarmbeenderen ontdekt. Van 7 augustus tot 10 september 1894 werden 20 skeletten gevonden met een groot aantal laatpaleolithische gereedschappen uit het Gravettien (Pavlovien). De site is rijk aan prehistorische artefacten, vooral kunstvoorwerpen als kettingen en hangers). In de cultuurlaag van de site werd een groot aantal botten van dieren gevonden, de overgrote meerderheid van mammoeten en een kleiner aantal van wolven, vossen, hazen, herten, beren, enz. Mammoetbotten werden gebruikt voor de bouw van woningen en de vervaardiging van werktuigen. De woningen in Předmosti zijn hiermee vergelijkbaar met de Kostjonki-locaties in Rusland.
De inwoners van Předmosti behoorden tot een robuust gebouwd archaïsch type van vroege moderne mens. De mannen waren 180 cm lang, vrouwen 160 cm. De schedel Předmostí 3 heeft een inhoud van 1580 cm³ en behoort tot de morfologische groep uit het  laatpaleolithicum, waartoe ook Grotte des Enfants 4, Barma Grande 5, Pavlov 1 en Soengir 1 behoren. De hand van Předmosti 3 is vergelijkbaar met de hand van de middenpaleolithische Skhul IV uit de Israëlische Skhul-grot.
In 1952 werden Moustérien-werktuigen uit het middenpaleolithicum gevonden.
Er zijn in Předmosti geen vondsten uit het mesolithicum, maar wel uit de neolithische lineaire bandkeramiekcultuur, de touwbeker- en klokbekercultuur uit de kopertijd, en de Únětice- en Lausitz-culturen uit de bronstijd. Er zijn geen vondsten uit de Hallstatt-periode (800-400 v.Chr.), maar wel fragmentarisch materiaal uit de La Tène-periode (400-50 v.Chr.). Er werden ook Slavische nederzettingen en begrafenissen uit de 8e-9e en 10e-12e eeuw gevonden.
In 1992 werd door thermoluminescentiedatering voor de onderste laag een leeftijd van 100.000 jaar BP verkregen. In 1975 verkreeg Boguslav Klima, met behulp van C14-datering, data voor de bovenste paleolithische laag van 26.870 jaar en 26.320 jaar BP; in 1992 bepaalde Jiří Svoboda een datum van 25.040 jaar.

## Honden
In 2011 publiceerden Métier Germonpre van het Belgische Museum voor Natuurwetenschappen en haar collega's een beschrijving van drie  ongeveer 31.500 jaar oude schedels van vermoedelijke gedomesticeerde honden. Ze hebben een verkorte en verbrede snuit, evenals een vergrote schedel. Wetenschappers van de Universiteit van Arkansas bestudeerden de slijtage van de hoektanden en kwamen tot de conclusie dat ze tot twee soorten hondachtigen behoorden: wolfachtige honden en protohonden, die verschillende diëten hadden. Het dieet van de protohonden bevatte meer botten, die ze verzamelden nabij de menselijke nederzettingen, terwijl het dieet van de wolfachtige honden uit meer vlees bestond. Stabiele isotopenonderzoek in de hondachtigen van Předmosti bevestigde de aanpassing aan twee verschillende voedingsniches. Het bleef onduidelijk of een van deze twee verschillende groepen hondachtigen eigenlijk een gedomesticeerde wolf was. Te oordelen naar de isotopische samenstelling van de botten van raven gevonden op de vindplaatsen van Pavlov, Předmosti en Dolní Věstonice, aten ze het vlees van grote herbivoren, wat duidt op paleolithisch synantropisme.

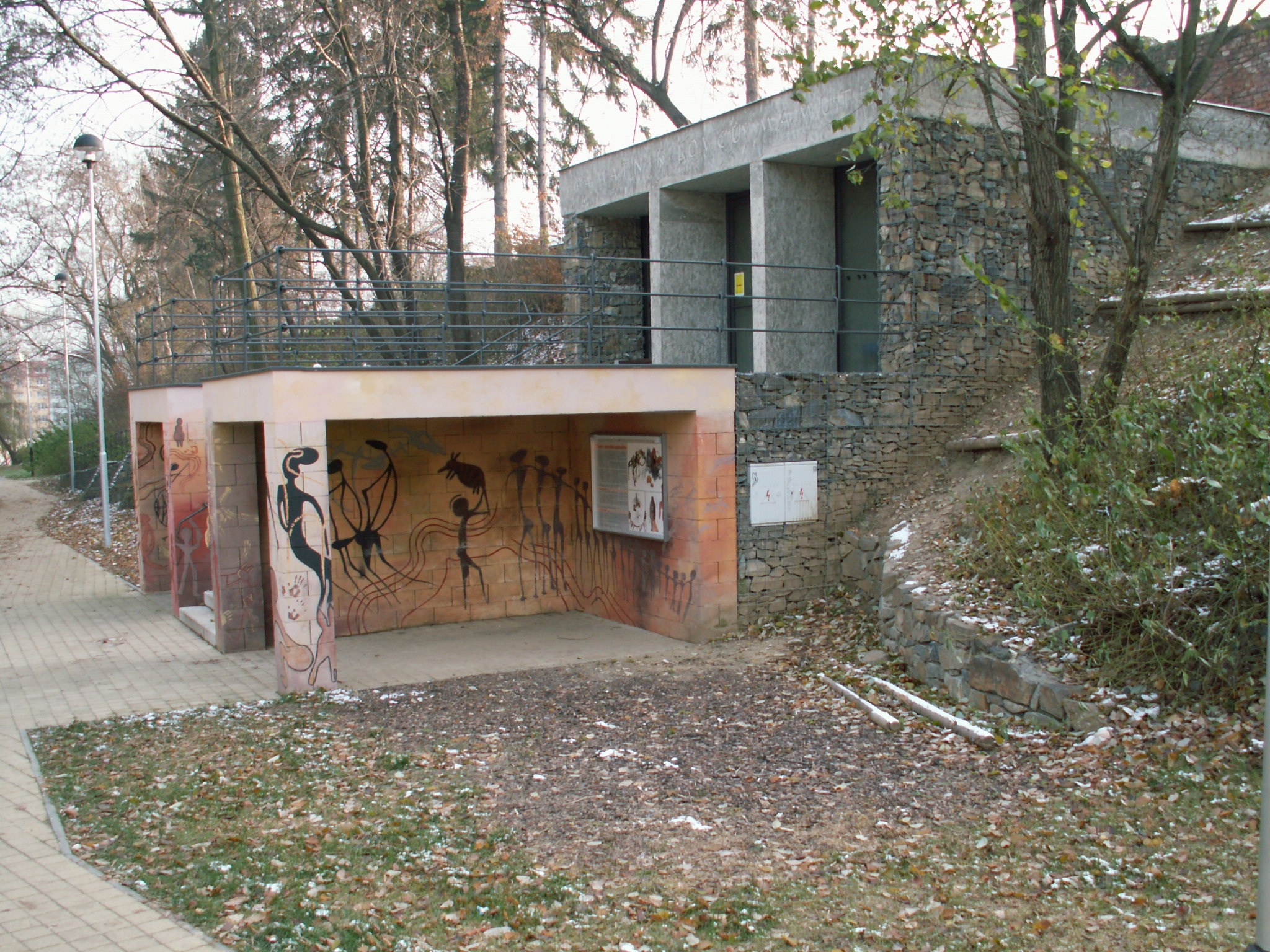
monument voor de mammoetjagers in Předmostí u Přerova
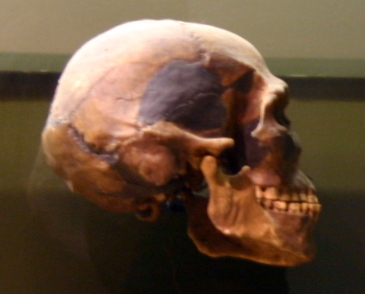
schedel Předmosti 3
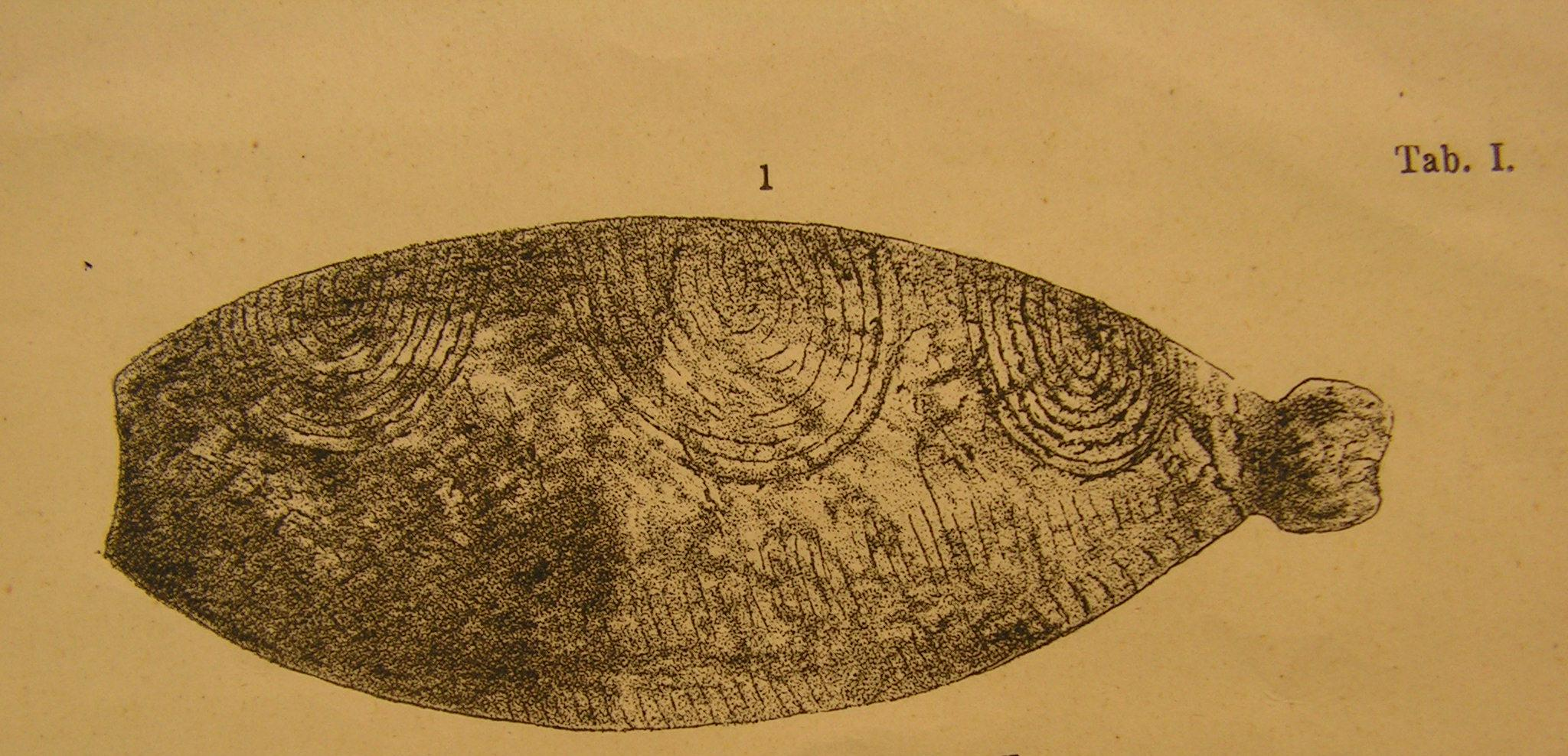
mammoetivoren hanger met decoratie

- Nationale Bibliotheek van Tsjechië: xx0125466